# Tornedalsteatern
Tornedalsteatern, ToTe, är den första tvåspråkiga teatern i Tornedalen. Den bildades 1986. Kansliet finns i Pajala men teatern har verksamhet i hela Tornedalen.
Tornedalsteaterns första uppsättning var Isen går (jää lähtee), av Håkan Rudehill och i regi av Ulla Lyttkens, som hade premiär sommaren 1986. Året därpå kom Bengt Pohjanens Kuutot, den första pjäsen helt på meänkieli och som ännu 2009 innehade publikrekordet. Mängder av pjäser har därefter producerats. Under de första decennierna var det en renodlad amatörteater. Teatern har numera en verksamhet med anställda, men dess verksamhet bedrivs fortfarande i hög utsträckning av amatörer blandat med semi- och helprofessionella produktioner. ToTe bidrog kraftigt till att skapa amatörteater i en rad byar och hade funktion av en paraplyorganisation för alla amatörteatrar i Tornedalen. I relation till kommunens storlek torde det inte finnas någon lika framgångsrik och populär amatörteater i hela Sverige (Birger Winsa, 2005).
Orsaken till teaterns uppkomst torde vara att det under 1980-talet uppkom ett växande intresse för meänkieli och den tornedalska kulturen. Bror Astermo, före detta gruvarbetare från Junosuando, skötte stora delar av verksamheten fram till de senaste åren. Han aktiverade även många av de mindre amatörteatrarna, bland andra Kainulasjärvi amatörteater. Bror Astermo är självlärd skådespelare, regissör, manusförfattare, producent och allt i allo. Utan hans insatser skulle det sannolikt inte finnas en ToTe.
Tornedalsteatern finansieras av lokala, regionala och nationella medel. Teatern har en mycket hög beläggning på sina föreställningar, siffror på 80-95 % nämns. Samstämmigt nämner man det radikala greppet att spela på både meänkieli och svenska, ofta samtidigt, som orsak till teaterns popularitet. Det förekom även tidigare en finsk- eller svenskspråkig teater, men en simultant tvåspråkig teater har aldrig tidigare förekommit i Tornedalens historia. ToTe var även först med att använda sig av det regionala språket på scen, snarare än standardfinska. Språken som skådespelarna använder sig av speglar i hög grad sättet att använda dessa språk i vardagslivet, bland annat med flitigt bruk av kodbyten och svenska inlån i meänkieli.